# تين أليف الكالسيوم
تين أليف الكالسيوم (الاسم العلمي:Ficus calcicola) هو نوع من النباتات يتبع جنس التين من الفصيلة التوتية.